# Galikash
Gālīkash (farsi گالیکش) è una città dello shahrestān di Minudasht, nella provincia del Golestan. Aveva, nel 2006, una popolazione di 20.009 abitanti.